# 다빈치 로봇 수술

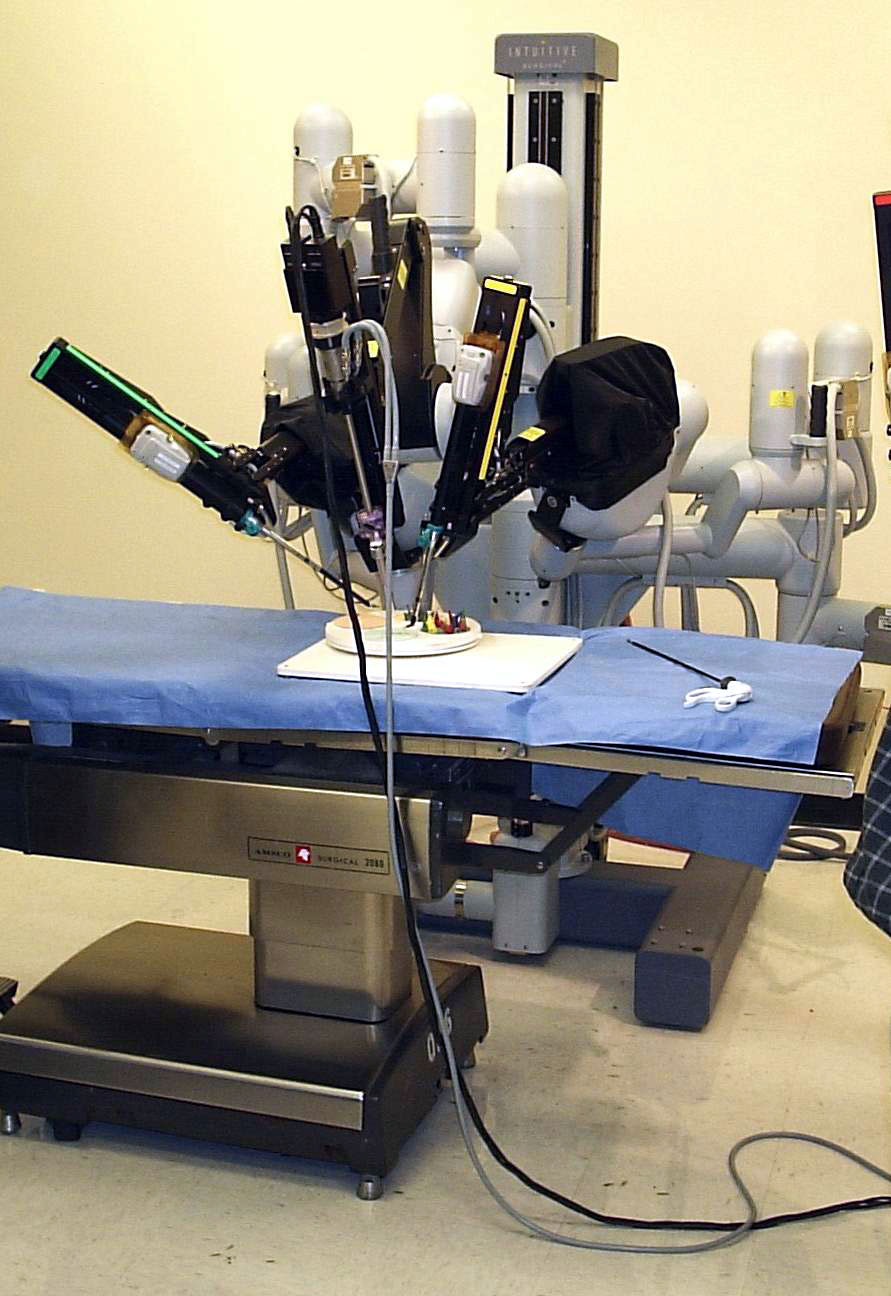

다빈치 싱글사이트 로봇 단일공 수술(da Vinci Surgical System)은 로봇을 이용한 수술 시스템이다.
대형 절개 대신 배꼽주변, 2.5cm 미만의 한 구멍만으로 로봇 기구를 삽입하여 이루어지는 수술이다. 이는 통증이 적고 흉터가 거의 없는 수술이 가능하다. 시스템은 ①수술 의사의 조종간인 인체공학적 서전 콘솔(surgeon console - 의사가 로봇을 조종하는 곳인데 사람 손과 유사한 로봇팔을 조종하여 정교한 수술이 가능하다.) 과 ②최대 네 개까지 수술용 로봇 기구를 장착할 수 있는 환자용 카트 ③비전 타워로 구성되어 있다. 의사는 다빈치 서전 콘솔에 앉아서 인체 내부를 확대한 3D 영상을 보면서 수술을 진행한다. 그 정밀도는 포도를 수술할 수 있을 만큼 높다.

## 제조/공급
다빈치 로봇수술기(da Vinci® Surgical System) 제조 및 공급사인 인튜이티브서지컬(Intuitive Surgical) 은 전 세계 유일하게 로봇수술 장비를 이용하여 최소침습수술(최소한의 흉터로 하는 수술)을 돕는 기술 전문 기업이다. 1999년 1월에 다빈치 시스템이 처음 출시되었으며, 로봇 수술 시스템으로는 최초로 FDA승인을 받았다. 다빈치 시스템은 전세계에 3,600 대 이상이 설치되어 있다. 그 중 인튜이티브서지컬은 약 2,250여 건 이상의 특허에 대한 권리를 가지고 있고, 1,550여 건 이상의 특허 출원이 있다. 인튜이티브서지컬은 캘리포니아주 서니베일에 본사를 두고 있으며 전 세계적으로 다빈치 시스템을 이용하여 약 300만 건 이상의 수술이 진행된 것으로 알려진다.

## 다빈치 로봇의 변천사
1. 다빈치 Standard(1999년): 최초의 다빈치 시스템으로 1년뒤 로봇 기술을 이용한 최소침습수술기로 FDA의 승인을 받았다
2. 다빈치 S (2006년): 3D 영상이 업그레이드 되었고, 로봇팔이 더 가늘어졌다
3. 다빈치 Si (2009년): 기존 다빈치 시스템 스크린의 해상도를 (720dpi->1080dpi) 높였고, 싱글사이트 단일공 기술 및 형광 이미지 등 신기술이 적용되었다. (다빈치 싱글사이트 로봇 단일공 수술 가능)
4. 다빈치 Xi (2014년): 기존 모델인 다빈치 Si 의 기능을 기초로 하여 설계되었고, 도킹(로봇수술 기구를 환자의 수술부위에 설치하는 수술 준비과정)이 간소화되었다. 또한 카메라의 위치를 내시경 렌즈 바로 뒤에 설치하여 수술 부위를 더욱 선명하게 볼 수 있게 되었다. 4개의 로봇 팔도 길이가 길어지고 얇아져 수술 가능 범위가 확대되었다. (다빈치 싱글사이트 로봇 단일공 수술 가능)

## 수술부위
다빈치 싱글사이트 로봇 단일공 수술 국내 시행 사례:자궁경부암,자궁내막암,담낭절제술,대장암,비장절제술,골반장기탈출증 등이 있다.

## 참고 문헌
- 아태 최초 산부인과 싱글 사이트 로봇수술 300례 달성_이코노미뉴스
- http://www.davincisurgery.com/kr/da-vinci-surgery/da-vinci-surgical-system/ 자사홈페이지
- 다빈치 수술기가 그리는 다빈치의 모나리자(U tube 영상) 유튜브
- 계명대 동산병원 자궁경부암 단일공 로봇수술 성공 연합뉴스
- 계명대 동산병원, 자궁내막암 단일공 로봇수술 세계 첫 성공 보관됨 2016-09-27 - 웨이백 머신 뉴시스
- 서울아산병원, 단일공 로봇 담낭절제술 본격화 청년의사
- 계명대 동산병원, ‘단일공 로봇시스템’ 이용 직장암 수술 세계 최초 성공 한국경제
- 아산, 로봇수술 확대…亞 최초 비장절제술 '성공' 데일리메디
- 세계 최초 단일공 로봇수술로 골반장기탈출증 수술 성공 m이코노미